# Hans Erwin Steinbach
Hans Erwin Steinbach, auch HES (* 15. Februar 1896 in Kesselstadt; † 13. November 1971 in Rückholz), war ein deutscher Kunstmaler.

## Vita
Hans Erwin Steinbach besuchte ab 1913 die Königliche Kunstgewerbeschule in Dresden, kam 1915 als Infanterist im Ersten Weltkrieg an die West- und Ostfront und wurde erst 1920 aus der Gefangenschaft entlassen. Er studierte dann an der Städelschule in Frankfurt bei Giese und später an der Kunstakademie München bei Peter (von) Halm. Ab 1923 wurde er freischaffender Künstler in Gießen und betrieb ab 1925 ein Tanzprojekt mit Klassischer Musik. 1929 und 1930 machte er Reisen nach Italien. 1933 heiratete er seine Frau Maria, geb. Kübel, und zog nach Ratholz, einem Gemeindeteil von Immenstadt im Allgäu. Dort eröffneten sie auf dem Reuterhof eine Gästepension. Um zum Lebensunterhalt beizusteuern, verbrachte er wie früher Monate in Ostfriesland. Dort malte er und gab Kurse in Atemlehre.
Ab 1958 galt sein Interesse der Bergwelt und sie zogen ins Kleinwalsertal. Auch dort betrieben sie eine Fremdenpension. 1967 zog er schließlich ins Ostallgäu, wo er 1971 verstarb.

## Stil
Steinbach befasste sich anfänglich mit Landschaften und Porträts – nach dem Zweiten Weltkrieg auch mit Abstrakten.
Aus Freude zur Sprache drückte sich Steinbach auch in Form von Gedichten und Wortspielen aus.
Ein Kunstwerk

will erlebt werden,

weniger verstanden –

es ist ja keine Spekulation in ihm,

doch Meeresbranden.

## Arbeiten im öffentlichen Besitz
Neben hessischen Ministerien und bayerischen Behörden befinden sich seine Werke u. a. auch in den Städten Berlin, Gießen, Wetzlar, Kempten (Allgäu) und Immenstadt.
Der künstlerische Nachlass wird von seiner Tochter Hinrika Lex betreut.

## Auszeichnungen
- Ehrenmitgliedschaft in der Hans-Thoma-Gesellschaft, Reutlingen (1971)
- Kunstpreis der Stadt Kempten (Allgäu) (1961, 1965)
- Thomas-Dachser-Gedenkpreis (1969)